# Markus Huppenbauer
Markus Huppenbauer (* 19. April 1958 in Klosters; † 23. Juli 2020) war ein Schweizer theologischer Ethiker.

## Leben
Er studierte Philosophie und Theologie in Zürich (1985 Lizentiat). Nach der Promotion zum Doktor der Philosophie 1990 leitete er von 1992 bis 1996 die Evangelische Studiengemeinschaft in Zürich. Von 1996 bis 2000 war er Mitarbeiter für Hochschulfragen der Abteilung Bildung und Gesellschaft der Evangelisch-reformierten Landeskirche Zürich. Von 2000 bis 2005 war er Geschäftsleiter der Schweizerischen Studienstiftung. Seit 1999 lehrte er als Privatdozent, seit 2006 Titularprofessor und seit 2017 außerordentlicher Professor ad personam für Ethik an der Theologischen Fakultät in Zürich. Von 2005 bis 2016 war er Geschäftsleiter des Universitären Forschungsschwerpunktes Ethik an der Universität Zürich. 2017 übernahm er die Leitung des Zentrums für Religion, Wirtschaft und Politik (ZRWP) an der Universität Zürich.

## Schriften (Auswahl)
- Mythos und Subjektivität. Aspekte neutestamentlicher Entmythologisierung im Anschluss an Rudolf Bultmann und Georg Picht. Mohr, Tübingen 1992, ISBN 3-16-146015-4.
- Theologie und Naturethik. Eine schöpfungstheologische Auseinandersetzung mit ethisch-normativen Ansätzen umweltverantwortlichen Handelns. Stuttgart 2000, ISBN 3-17-016619-0.
- mit Jörg De Bernardi: Kompetenz Ethik für Wirtschaft, Wissenschaft und Politik. Ein Tool für Argumentation und Entscheidungsfindung. Zürich 2003, ISBN 3-03-909009-7.
- mit Barbara Bleisch und Christoph Baumberger: Ethische Entscheidungsfindung. Ein Handbuch für die Praxis. Zürich 2021 (3. Auflage 2021), ISBN 978-3-03909-309-0.